# Sytuacja prawna i społeczna osób LGBT w Portugalii

## Prawo odnośnie do kontaktów homoseksualnych
Kontakty homoseksualne w Portugalii zostały zalegalizowane w 1983 roku. Wcześniej homoseksualizm był legalny w kraju w latach 1852–1912. Do 2007 roku wiek dopuszczający kontakty homoseksualne był wyższy (16 lat) niż heteroseksualne (14 lat), choć w latach 1945–1995 był zrównany. Był to ostatni zapis bezpośrednio dyskryminujący gejów i lesbijki w prawie tego kraju. W 2005 roku sąd orzekł, że różnica wieku dopuszczająca kontakty seksualne jest niezgodna z konstytucją, a wprowadzony w 2007 roku nowy kodeks karny wyeliminował tę różnicę.

## Ochrona prawna przed dyskryminacją
Zakaz dyskryminacji przez wzgląd na orientację seksualną istnieje w kodeksie pracy od 2003. Portugalia jest pierwszym krajem w Unii Europejskiej, który w 2004 wprowadził konstytucyjny zakaz dyskryminacji przez wzgląd na orientację seksualną.
Portugalia przyznaje prawo azylu przez wzgląd na orientację seksualną. Geje, lesbijki i biseksualiści nie są wykluczeni ze służby wojskowej z powodu swojej orientacji seksualnej.

## Uznanie związków osób tej samej płci
Portugalskie prawo uznaje konkubinaty osób tej samej płci od 15 marca 2001 roku. Zarówno pary jednopłciowe, jak i przeciwnej płci, po dwóch latach życia w konkubinacie otrzymują część praw z tych jakie mają małżeństwa kobiety i mężczyzny. Różnica istnieje w prawie adopcyjnym – w przeciwieństwie do par heteroseksualnych, pary osób tej samej płci nie mają możliwości adopcji dzieci.
W 2008 roku dwie opozycyjne partie: Blok Lewicy i Zieloni złożyły w parlamencie projekty ustaw legalizujących małżeństwa osób tej samej płci. 10 października 2008 roku oba projekty zostały odrzucone.
18 stycznia 2009 roku premier Socrates zapowiedział legalizację małżeństw homoseksualnych, jeśli jego ugrupowanie wygra wybory parlamentarne zaplanowane na 27 września 2009. Socjaliści wygrali wybory, ale utracili większość w parlamencie. W październiku Blok Lewicy przedstawił projekt ustawy w tej kwestii.
17 grudnia 2009 roku rząd przyjął projekt ustawy legalizującej małżeństwa osób tej samej płci. Został on przyjęty przez parlament w lutym 2010 i podpisany przez prezydenta w maju. Prawo weszło w życie 5 czerwca 2010.

## Życie osóbLGBTw kraju
Według sondażu Eurobarometr wykonanego na zlecenie UE w 2006 30% Portugalczyków popiera legalizacje małżeństw homoseksualnych, a 20% nadanie tzw. praw adopcyjnych dla osób tej samej płci.
W Portugalii funkcjonuje dobrze rozwinięta scena gejowska, której centrum stanowi Lizbona i Porto, dysponujące wieloma miejscami jak puby i dyskoteki w których geje i lesbijki mogą czuć się swobodnie. Lokale gejowskie i gay-friendly znajdują się w każdym większym mieście.
W kraju działa wiele organizacji LGBT, publikuje się magazyny o tematyce gejowskiej. Co roku w Lizbonie i Porto odbywają się parady CSD gromadzące tysiące uczestników.
W Lizbonie odbywa się największy w Europie festiwal filmów LGBT Lisbon Gay & Lesbian Film Festival.